# Cândido Mota
Cândido Mota é um município brasileiro do estado de São Paulo. Localiza-se a uma latitude 22°44'47" sul e a uma longitude 50°23'13" oeste, estando a uma altitude de 479 metros. Sua população estimada em 2024 era de 30.172 habitantes. O município é formado pela sede e pelos distritos de Frutal do Campo, Nova Alexandria e Santo Antônio do Paranapanema.

## História

### Datas importantes
- 1890 - Tem-se notícia de uma área de terra vermelha e de muita fertilidade, terra que fora doada pelo Governo do estado à Companhia Colonizadora Paulista
- 1890 - Maio - O governo retoma as terras, organiza uma caravana chefiada pelo Coronel Valêncio Carneiro de Castro
- 1892 - Descendo por um ribeirão, que denominaram "Macuco", alcançaram o Rio Paranapanema e ali, na foz do Macuco, fizeram a primeira roçada. O Cel. Valêncio Carneiro recebe o título de posse das terras conquistadas.
- 1907 - Na Água do Paraíso, o Cel. Valêncio levanta sua sede.
- 1908 - Instala-se uma subsede em "Santa Gabriela", hoje "Aguinha" ou "Italianada".
- 1910 - Até esta data há uma série de atritos e mortes devido à ocupação de terras novas.
- 1913 - Coronel Valêncio doa uma área para a construção da Igreja e será ao redor dela que a cidade irá crescer.
- 1914 - 27 de outubro - Inauguração da primeira estação da estrada de ferro no povoado.
- 1914 a 1920 - O povoado ficou sendo conhecido pelos nomes de "Posto Jacu" ou "Parada do Jacu" e "Chave".
- 1920 - 22 de abril - O povoado passa à categoria de "Vila de Cândido Mota".
- 1921 - 24 de dezembro - Pela lei 1831/21, é criado, pelo Governador do estado o "Distrito de Cândido Mota", no Município de Assis, estado de São Paulo.[8]
- 1923 - 28 de dezembro - Lei Estadual 1956/23 cria o Município de Cândido Mota (Emancipação Político Administrativa).[8]
- 1953 - Dezembro - Lei 2456/53 - Criação do Distrito de Frutal do Campo, com área de 105 km²
- 1963 - 31 de dezembro - Criação da Comarca.
- 1968 - 26 de outubro - Instalação da Comarca.
- 1969 - 14 de março - Autoridades Municipais aprovam uma lei que fixou 26 de outubro como a data do Município para fins comemorativos.

## Geografia
Zona fisiográfica do Estado: Sudeste
Clima: mesotérmico
Temperatura:
- Máxima: 41º
- Média: 25º
- Mínima: -4º

Solo: terra roxa estruturada e latossolo roxo
Precipitação média ao ano: 1464,9 mm
Região administrativa estadual: 11ª (Marília)
Região de Governo: 20ª (Assis)
Código do município: 249-5
Indústrias: 115 (1996)
Estabelecimentos comerciais: 655 (1996)
Empresas de ônibus: 01 (1996)
Empresas de transportes: 17 (1996)
Postos de serviços (postos de gasolina): 10 (1996)
Eleitores: 17156 (1996)

### Limites
NorteAssis e Platina
Sulestado do Paraná
LestePalmital e Platina
OesteTarumã e Florínia

### Hidrografia
- Rio Paranapanema
- Rio Pari-Veado
- Ribeirão Macuco
- Ribeirão Queixada
- Rio Jacu
- Ribeirão Pirapitinga

### Rodovias
- SP-266
- SP-270

### Ferrovias
- Linha Tronco da antiga Estrada de Ferro Sorocabana [9]

### Porto
- Porto Almeida (com serviço de Balsa ligando Cândido Mota com Itambaracá, no estado do Paraná).

## Demografia

### Dados demográficos
Dados do Censo - 2000
- Urbana: 26.549
- Rural: 2.731
- Homens: 14.641
- Mulheres: 14.639
- Densidade demográfica (hab./km²): 49,12
- Mortalidade infantil até 1 ano (por mil): 12,40
- Expectativa de vida (anos): 73,19
- Taxa de fecundidade (filhos por mulher): 2,10
- Taxa de Alfabetização: 88,77%
- Índice de Desenvolvimento Humano (IDH-M): 0,790
- IDH-M Renda: 0,701
- IDH-M Longevidade: 0,803
- IDH-M Educação: 0,867

(Fonte: IPEADATA)

## Política e administração

### Governo
- Lista de Prefeitos de Cândido Mota

### Subdivisões
O município de Cândido Mota conta com três distritos:
- Frutal do Campo - Lei 2456 de 30 de dezembro 1953
- Nova Alexandria - Lei 3198 de 23 de dezembro 1981
- Santo Antônio do Paranapanema (Porto Almeida) - Lei 2198 de 23 de dezembro 1981

### Símbolos municipais
A Bandeira de Cândido Mota, de autoria de José Gonçalves Maroubo, foi oficializada pela lei 54/70 de 3 de dezembro de 1970, o Brasão do Município, de autoria também de José Gonçalves Maroubo, foi oficializado pela lei 56/70 de 7 de dezembro de 1970 e o Hino Oficial, cuja letra e música são de autoria da professora Maria Aparecida Marroni Bertoli, foi oficializado pela lei 50/70 de 21 de novembro de 1970.

## Economia
Até 1914, a economia do Município era fechada por necessidade e em nível de subsistência; plantava-se apenas para o consumo, pois não havia meios de comercialização dos produtos. O grupo de pessoas que aqui viviam tinha como meio de sobrevivência a caça, a pesca e uma rudimentar agricultura. A roça era feira em pequenas derrubadas ao longo de córregos onde se plantava milho, arroz, feijão e abóbora. A partir de 1914, com a chegada da estrada de ferro, o povoado passou a produzir mais, sendo a madeira de lei o primeiro produto a ser comercializado em larga escala no município. Em 1920, começaram a chegar as primeiras cabeças de gado bovino, vindas de Botucatu e Campos Novos Paulista, que proliferaram grandemente e, como consequência, a área de pastagens foi aumentada. Em 1925, surgiu com grande força a cultura do trigo, que foi extinguida em 1927 após desastrosas safras. Em 1930, quando o café tomava conta de quase toda área, a cana-de-açúcar, a mamona e o cultivo do bicho da seda surgem e passam a figurar na Economia Agrária do Município, mas os dois últimos logo foram dando lugar ao trigo, à soja e à mandioca, que, juntamente com a cana e o café, constituem a atividade econômica do município. Em meados de 1930, começavam a surgir os primeiros pequenos e médios armazéns de secos e molhados, bares, açougues e indústrias de beneficiamento.
De 1923 a 1950, uma das preocupações fundamentais de todos os prefeitos deste período foi abrir estradas, retalhando o município. Em 1948-1949 construíram-se 300 quilômetros de estradas carroçáveis, dentro do município e que ligava aos municípios limítrofes. E em 1951 já havia três linhas de ônibus ligando Cândido Mota ao estado do Paraná, Florínea e Assis, sendo que em 1966 foram criadas mais 4 linhas internas para o Frutal do Campo, Porto Galvão e Taquaruçu. De lá para cá foram construídas mais estradas, sendo várias delas asfaltadas, sendo importante para o escoamento dos produtos e a safra do município e para ligação com outros centros urbanos.
As terras do Município são constituídas de elementos ricos, resultantes da desagregação das rochas de origem vulcânica. A terra roxa ou avermelhada, como é chamada, possui muito húmus; sais minerais, como cálcio, fósforo, potássio; sendo alcalino, diferindo muito dos outros solos paulistas.
Cândido Mota, pela sua topografia, seus excelentes cursos d'água, solo subérrimo e a operosidade de sua população, constitui-se um dos municípios agrícolas mais ricos do estado de São Paulo.
Atualmente, a economia do município é baseada na agricultura, com a predominância das culturas de soja, trigo, cana-de-açúcar e milho. No campo industrial, destacam-se as fábricas de farinha e fécula de mandioca, de bebidas, de móveis e outros, alguns deles estão no único distrito industrial do município, espalhados por outras localidades da sede e outros em distritos de Cândido Mota. No comércio, comercialização de produtos agropecuários, cereais e gêneros alimentícios além de comércio de roupas, calçados e bicicletarias,  Na prestação de serviços, destacam-se os escritórios de contabilidade e serviços de manutenção de máquinas e equipamentos e muitas oficinas mecânicas e elétricas. Por ser plana a cidade permite aos habitantes fazerem uso de bicicletas para se locomoverem dos bairros  ao centro sem qualquer dificuldade. Pode-se afirmar que em todas as casas tem bicicletas.

## Infraestrutura

### Comunicações
O sistema de telefones automáticos foi inaugurado na cidade em 1978 pela Telecomunicações de São Paulo (TELESP), que também implantou o sistema de discagem direta à distância (DDD) em 1979 com o código de área (0183). Anteriormente a cidade era atendida pela Empresa Telefônica Paulista.
Na década de 90 o código DDD da cidade foi alterado para (018), para padronização do sistema telefônico com a telefonia celular que estava sendo implantada em todo o estado.

### Educação
A educação no município é oferecida por escolas particulares, municipais e estaduais. A pré-escola é oferecida pela Prefeitura Municipal, que também mantém uma escola de Ensino Fundamental, 2. Grau com curso Supletivo e cursos Profissionalizantes. Contamos com duas Escolas particulares, sendo: Escola Objetivo “Colégio Santos Anjos” que oferece ensino de pré-escola, 1º. Grau, 2º. Grau e ensino superior (EADCON), e a Escola “Santa Clara” com Maternal Pré-escola, 1º. e 2º. Grau. A maioria absoluta da população é atendida pelas escolas de 1º. e 2º. Grau da Rede Pública e o município conta ainda com a Escola Agrícola (Centro Educacional Paula Souza) instalada em uma grande área inclusive servindo para experiências dos alunos no campo, oferece também Cursos Profissionalizantes e uma ETEC que são oferecidos à população local e recebe alunos da região e do Estado do Paraná. Escolas particulares com cursos de línguas estrangeiras, informática e da área administrativa.

## Cultura e lazer

### Eventos
- Dia da Padroeira do município, Nossa Senhora das Dores
- Quermesse da Pinguela
- Festa de Santos Reis
- Festa do Divino
- Corpus Christi
- Festa do Milho
- Festas Juninas
- Festa no Santuário Santa Clara
- Festa do Peão de Boiadeiro Gigante Vermelho
- Promoções com grandes eventos, com sorteios de carros, motos e outros brindes, promovidas pela ACICAM - Associação Comercial e Industrial de Cândido Mota.
- Feirinha da Lua - todas as quintas-feiras no espaço da antiga Fepasa que foi totalmente restaurado para abrigar as senhoras bordadeiras, crocheteiras e que trabalham com artesanatos de vários tipos.

O Rodeio de Cândido Mota é um dos mais famosos da região. São quatro dias de montaria, incluindo shows, boate, parque de diversão, praça de alimentação e exposições. Uma das atrações são as Rainhas do Gigante vermelho.
2010: Ingrid
2009: Priscilla Davanso Gonçalves
2008: Gabriella Andriotti Franciscatti 
2007: Allysiê Cavina
2006: Patricia Possidônio
2005: Isabella Manfio
2004: Laísa Possidônio
- Feira Social em comemoração ao aniversário da Rádio Mensagem (comunitária)
- Aniversário do município

### Atrações turísticas
- Rio Paranapanema, bom para pratica de pesca, com percurso de 30 km no município
- Represa de Canoas I
- Represa da Usina Pari
- Santuário de Santa Clara
- Fazenda Cananeia (particular)
- Balneário do Porto Almeida

## Religião
O Cristianismo se faz presente na cidade da seguinte forma:

### Igreja Católica
- A igreja faz parte da Diocese de Assis.[22]

### Igrejas Evangélicas
Entre as igrejas protestantes históricas, pentecostais e neopentecostais, encontram-se na cidade:
- Assembleia de Deus Ministério do Belém.[25][26]
- Congregação Cristã no Brasil.[27]